# PPCC
『PPCC』（ピーピーシーシー）、はBiSのシングル。2012年7月18日にavex traxからリリースされた。

## 概要
BiSのメジャーデビュー後、初のシングルであり、通算では6枚目のシングルにあたる。
ジャケットA（CD＋DVD、AVCD-48455/B）、ジャケットB（CD＋DVD、AVCD-48456/B）、ジャケットC（CDのみ、AVCD-48457）の3タイプがある。
また、初回限定盤はそれぞれ通常盤とは異なる“avex的サイバー”仕様のアナザージャケットとなっている。

## 収録内容

### CD
1. PPCC
作詞：BiS、作曲：松隈ケンタ、編曲：Buzz72+
2. 歩行者天国の雑踏で叫んでみたかったんだ
作詞：ワキサカユリカ、作曲・編曲：松隈ケンタ
3. CRACK CRACK
作詞：プー・ルイ、テラシマユフ、作曲・編曲：松隈ケンタ
4. survival dAnce 〜no no cry more〜
作詞・作曲：小室哲哉、編曲：松隈ケンタ
  - TRFの楽曲のカバー。
5. PPCC -Acappella-
6. 歩行者天国の雑踏で叫んでみたかったんだ -Acappella-
7. CRACK CRACK -Acappella-
8. survival dAnce 〜no no cry more〜 -Acappella-
9. PPCC -Instrumental-
10. 歩行者天国の雑踏で 叫んでみたかったんだ -Instrumental-
11. CRACK CRACK -Instrumental-
12. survival dAnce 〜no no cry more〜 -Instrumental-

### DVD

#### ジャケットA
1. 2011/12/20 LIVE "IDOL is DEAD"@LIQUID ROOM (ライブ映像)
  - 2011年12月20日に行われたLIQUIDROOM ebisuでのライブを完全収録。
  - 副音声にはプー・ルイとナカヤマユキコによる四方山話（オーディオコメンタリー）が収録されている。
2. PPCC (MUSIC VIDEO)
3. PPCC (メイキング映像)
4. PPCC (Teaser映像1 & 2 & 3)

#### ジャケットB
1. PPCC (MUSIC VIDEO)
2. PPCC (メイキング映像)
3. PPCC (Teaser映像1 & 2 & 3)

### 初回封入特典
- ミニ生写真6種もしくは幸運のチェキ(当り・10枚)から1枚をランダム封入(各タイプ共通)。